# 人工知能アート

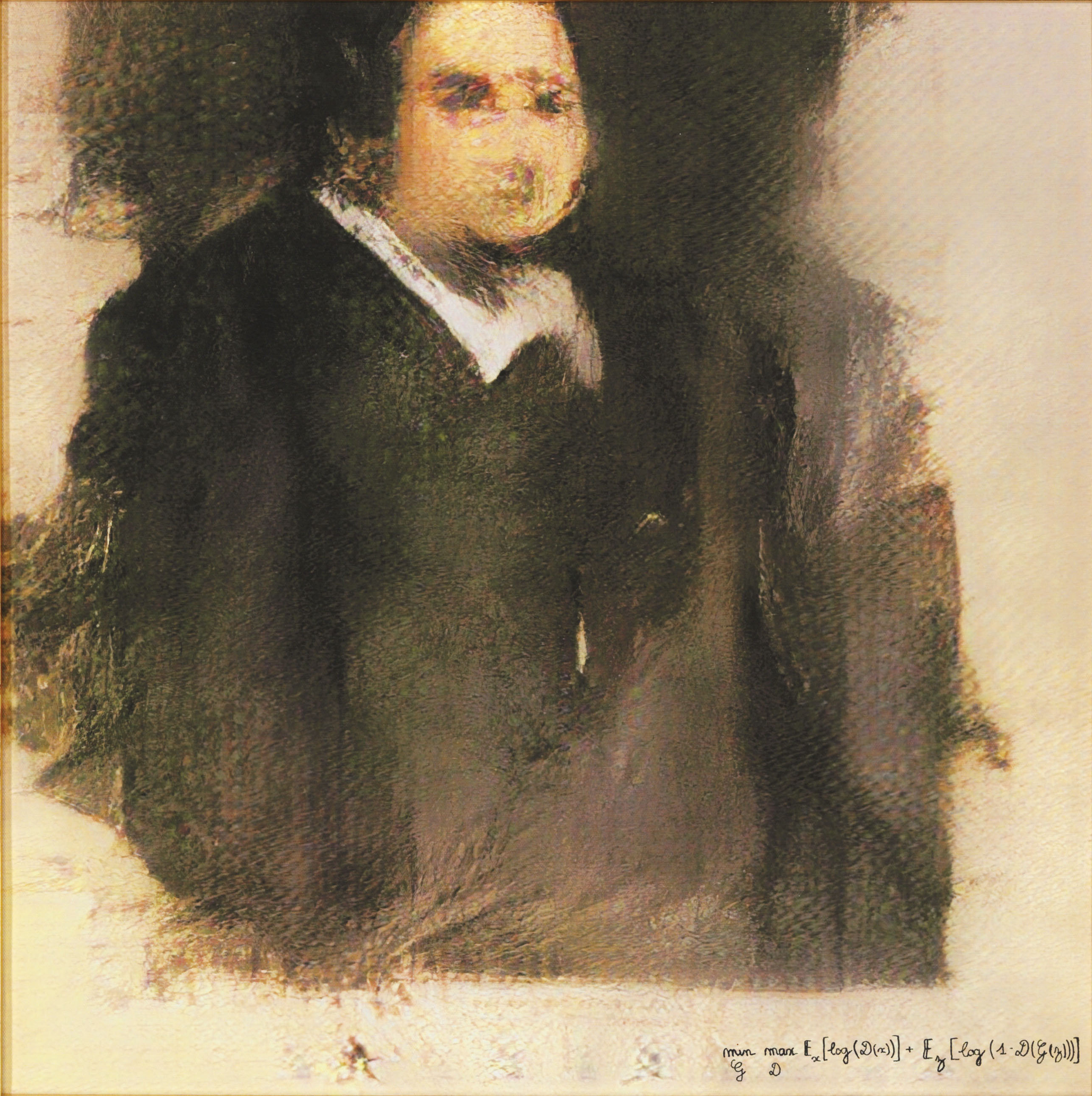
2018年に人工知能が制作した『エドモン・ド・ベラミーの肖像』

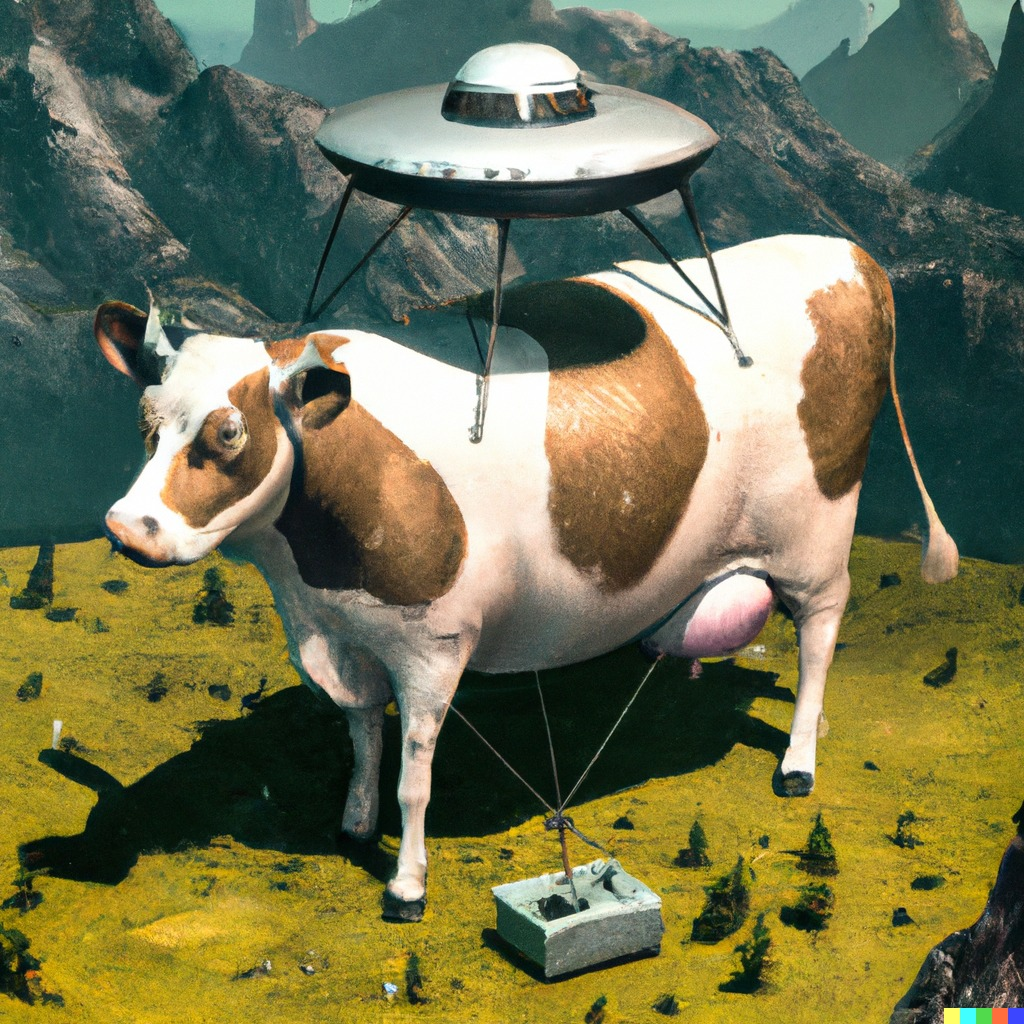
DALL-E 2 が「中西部で UFO にさらわれる雌牛を描いた1960年代のアート作品」という指示で描いた画像

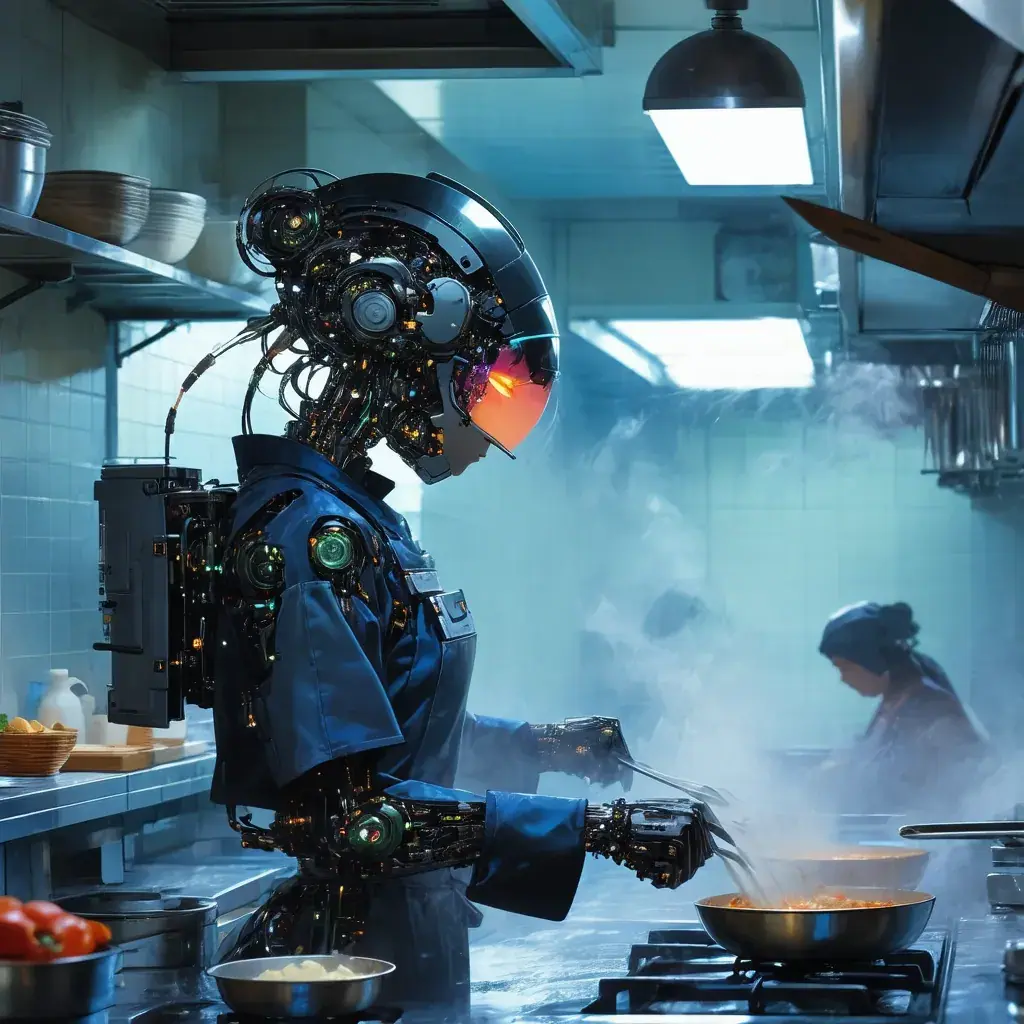
プロンプト「アニメの愛らしいサイバーパンク・ロボットのシェフ」からStable Diffusionが作成した画像

人工知能アート（じんこうちのうアート、Artificial intelligence art）またはAIアート（えーあいアート）とは、人工知能を使って制作された絵画を指す。AIアートを生み出す人工知能は画像生成AIとしても知られ、マサチューセッツ工科大学テクノロジー・レビューでは2023年のブレークスルー技術トップ10の第2位に選ばれている。

## 手法
人工知能アートの制作には多くの手法があり、特定の規則に従って画像を生成するにあたり、数々の数学的手法や、絵筆の筆致やその他の絵画技法を真似たアルゴリズムや、敵対的生成ネットワークおよび敵対的生成トランスフォーマのような人工知能や深層学習アルゴリズムが用いられる。
最初期の重要な人工知能アート・システムの一つが AARON で、これはハロルド・コーエンが1960年代末に開発を始めたものだった。ARON は GOFAI (Good Old Fashioned AI, 古き良き様式の人工知能) の時代における人工知能アートの例として最も特記すべきものであり、それは技術的に画像を生成するにあたり抽象的な規則を用いるアプローチを採ったことによる。コーエンは描画という行為をプログラムで表現できるようにするという目標で AARON を開発した。その初期段階で、AARON は黒と白の簡単な画像を創作した。コーエンは後にそれらへ彩色して仕上げた。何年にもわたって、コーエンは AARON が彩色もできるよう開発していった。コーエンは、プログラムがコーエンからの指示なく自律的に特殊な絵筆と絵具を選んで描画するよう AARON をデザインした。
敵対的生成ネットワークは2014年に提唱されて以来、人工知能アーティストらがしばしば利用している。このシステムは、生成ネットワーク (generator) が新しい画像を生成し、その画像が首尾よく作られたかを識別ネットワーク (discriminator) が判別する。さらに最近のモデルは Vector Quantized Generative Adversarial Network と Contrastive Language–Image Pre-training (VQGAN+CLIP) を用いている。
Google が2015年に発表した DeepDream は、アルゴリズム化されたパレイドリアに従って画像の中にパターンを見つけ強調するのに畳み込みニューラルネットワークを用いることで、その故意に過剰処理された画像から悪夢のようなサイケデリック風味が生み出された。
大企業が開発したいくつかのプログラムは、様々なプロンプト（キーワードや指示文）を使って様々な画像を人工知能で生成できる。例えば OpenAI の DALL-E は2021年1月に一連の作例を発表し、Google Brain の Imagen と Parti は2022年5月に発表され、Microsoft は NUWA-Infinity を開発している。
人工知能アートの生成プログラムは他にも多くある。複雑性という点では、一般消費者向けの簡単なモバイルアプリから、ハイスペックな GPU が無いと満足に動かないような Jupyter notebook を使ったものまである。多くのプログラムの中でも有名なものは、Midjourney と StyleGAN である。

## 問題・議論

### 著作権
20世紀にアーティストがAIを使ってアートを作り始めて以来、AIで生成されたアートの使用は多くの議論を巻き起こしてきた。2020年代には、AIアートがアートとして定義できるかについて、アーティストに与える影響に関する議論があった。
2022年、Stable Diffusionをベースにした画像生成モデルの台頭と同時に、AIが生成したアートの合法性と倫理をめぐる議論が再燃した。特に問題となるのは、AIが参照する教師データセット内に含まれる著作権で保護されたアートの利用であり、2022年9月に英国の著作権関連団体のリーマ・セルヒは、「アーティストが使用されているデータベース内の作品を特定し、オプトアウトできる防御措置は存在しない」と発言している。
AIによる画像生成は、AIの教師データとなる無数の画像データによって支えられている。画像生成AIは、ユーザーが入力したキーワードに従って既存の画像を分解して色や形を組み合わせ、新たな作品を生み出すため、作品の新規性についての議論を巻き起こしている。画像生成AIはウェブ上に公開された作品をベースに構築されたが、作品の作者の同意は得ていない。
AIで生成された画像は既存のアートに不気味な類似性を見せることがあり、時にはオリジナルの作者の署名の残骸を含むこともある。このような議論は、12月にアーティストがポートフォリオを掲載するプラットフォームであるArtStationのユーザが、自らのアートを教師データセットとして合意なく使用することに対してオンライン抗議活動を行った際に顕在化し、その結果、オプトアウトのためのサービスが出現したり、アートを掲載するプラットフォームの中にはオプトアウトのオプションを提供する方針を打ち出したものもあった。
『ハーバード・ビジネス・レビュー』は、ネット上に公開された無数の著作物を訓練データとして利用する現行の画像生成AIについて、知的財産権を侵害している可能性があるとして、潜在的な法的リスクを指摘している。そして、訓練データが権利者のライセンスを受けていることが望ましく、生成されたコンテンツの出所を示す手段が必要であるとしている。
画像生成AIの開発企業はアーティストの権利を尊重すると称して、著作物を訓練データから除外するためのオプトアウトの申請を受け付けている。しかし『ハーバード・ビジネス・レビュー』は、このオプトアウトは次のモデルの訓練にしか反映されないため、オプトアウトよりもオプトインが適切であると批判している。
画像生成AIの開発元企業への訴訟も発生している。オレゴン州在住の漫画家サラ・アンダーソンら3人の原告はAIアートの違法性を訴え、オープンソースの画像生成AI・Stable Diffusionの開発元であるStability AIとStable Diffusionを利用した画像生成サービスを展開するMidjourney、DeviantARTの3社に対して訴訟を提起した。画像生成AIは、教師データを確保するためにインターネット上から何十億もの画像をスクレイピングしているが、その画像の大半は著作権で保護されており、同意も得ていないため、画像生成AIには倫理的・法的問題が生じている。アンダーソンは『ワシントン・ポスト』紙の取材に対し、「AIは私の作品を盗んだ」と答えた一方、Stability AI、Midjourney、DeviantARTの3社はいずれも取材を拒否した。
全米漫画家協会会長のジェイソン・チャットフィールドは、多くのアーティストが画像生成AIの開発元企業に対し、同意と報酬、クレジットの付与を求めているとし、立法の遅れが予想されるため、技術の倫理的使用のために公開討論や訴訟が必要になると主張したほか、イラストレーター協会の元会長であるティム・オブライエンは、アーティストの名前をプロンプトとして使用するような、画像生成AIを許可すべきではないと主張した。
計算機科学者でプリンストン大学教授のアーバインド・ナラヤナンは、AIとクリエイターの対立について同様の意見を展開し、「画像生成AIを開発する企業は同意や補償なしに訓練用画像を収集するなど、アーティストに敵対するような方法で開発・デプロイを行っている」とした上で、「特定のアーティストの画風に寄せた画像生成ツールを許容することは、アーティストの労働や視覚的な独自性を明確に流用しているケースのように思える」と述べ、「開発者は、アーティストを訓練用の素材ではなく、パートナーや利害関係者として扱うこともできたはずだ」と画像生成AIの現状に異を唱えた上で、「この現状が必然だったと主張する人物は、企業が責任ある技術開発をできなかったことの言い訳をしているに過ぎない」と結論付けた。
ナラヤナンは、画像生成AIの宣伝手法に関しても厳しく批判しており、それを過度に擬人化するなど誤解を招くような印象を蔓延させ、誇大広告に加担していると指摘している。また、ナラヤナンは「AI報道で気をつけるべき18の落とし穴」として、AIが人間と同じように学習すると暗示して人間の知能とAIを比較したりすることや、AIを電気の発明や産業革命のような歴史的な大転換に安易になぞらえることを批判している。
米国著作権局によれば、AIによって生成されたアートは著作権で保護されることはない。アーティストが使う他のツールと比較して、画像生成AIの具体的な出力は予測不可能であるため、著作権上の扱いが異なるとされる。例としてグラフィックノベルの絵をAIによって生成した場合、絵は著作権で保護されないが、絵の配置（コマ割り）や脚本には著作権が生じると判断を下している。
アーティストが自身の絵を学習に利用されないための対抗手段も考案されており、シカゴ大学のベン・ジャオ教授の研究チームではインターネットに画像をアップロードする際に加工を施す手法を研究しており、ツールを無償で公開している。
2023年4月3日、東京大学は理事・副学長の太田邦史の署名付き文章で、全学生・教員向けにMidjourney、Stable Diffusion等の生成AIの利用に関する注意喚起を行った。画像生成AIが、インターネット上のコンテンツを取り込んで学習し、画像を生成しており、これらの元データの作成者が知らないうちに著作権を侵害されたとして、問題提起を行っている現状を指摘。将来的に画像生成AIが生み出したコンテンツが訴訟の対象になる可能性に言及した。

### アーティストへの影響に関する懸念
2021年、質の高い証拠とされるメタ分析によれば、人工知能はデザイン業界への参入のハードルを下げる一方で、デザインの原理原則を理解した専門家がデザイン業界で望まれることに変わりはない。つまり、2022年頃からの人工知能による画像自動生成ブーム以前に、メタ分析において、人工知能がデザインに与える影響は、すでに質の高い証拠として議論されている。デザインの専門家には、AIツールの管理を使いこなす能力が求められている。
2022年には、アーティストらは、AIアートが与える経済的影響について、特にAIアートがイラストやデザインの分野で働くアーティストを代替するために使われる場合について懸念を示している。2022年8月に、テキストを画像へ変換するモデルで生成されたAIアートが、コロラド州で開催されたデジタルアートのコンテストで1位を獲得した。
デジタルアーティストのR・J・パーマーは、「AIを使って1人のアーティストまたはアートディレクターが、5人から10人の入門レベルのアーティストに代替されるシナリオが簡単に思いつくだろう」と述べている。「多くの自費出版の作家などが、アーティストを雇わなくて済むのは素晴らしいことだと言っているのを見たことがある」とし、「小さなクリエイターのためにその種の仕事をすることが、我々の多くがプロのアーティストとしてスタートを切った方法だ」と付け加えている。
ポーランドのデジタルアーティスト、グレッグ・ルトコフスキは、2022年9月にAIアートを「我々のキャリアを脅かすもののように見え始めている」と述べ、検索エンジンで表示される画像の多くが、彼の画風を模倣するように調整されたAIによって生成されているため、オンラインで自分の作品を検索することが難しくなっていると付け加えた。
2023年にNHKのインタビューを受けたベン・ジャオ教授は、20年かけて習得した作風がAIに模倣されたことで職を失ったアーティストや、アートを学ぶ意味が無くなったとして芸術学校を退学した若者がいたという話を聞いたと発言している。またアーティストの作成物を学習する際のルール作成が必要であり、学習妨害の技術は回避される可能性はあるが時間稼ぎにはなると発言している。
Shutterstockではアーティストの許可を得て学習したAIアートを販売しており、売り上げの一部がアーティストに還元される。
2023年4月27日、「クリエイターとAIの未来を考える会」が記者会見を行い、画像生成AIの適切な使用や法整備などを求める提言を発表した。提言では「画像生成AIの機械学習に著作物を使用する場合は事前に著作権の所有者に使用許可を得ること」、「画像生成AIの画像には、AIによる作品であることや元となった著作物の明示を義務づけること」、「著作者に使用料を支払うこと」などを求めた。

### ディープフェイクの問題
19世紀初頭からの他の写真加工技術と同様に、21世紀初頭には、AIが「ディープフェイク」として知られる誤解を招くようなコンテンツを作成するために使用される可能性が指摘されている。
2023年3月にはドナルド・トランプ元大統領のディープフェイク画像が問題となった。オープンソースの調査機関の創設者であるエリオット・ヒギンズは「逮捕されて倒れているドナルド・トランプ」といったプロンプトを画像生成AIの一種であるMidjourneyに入力して、警察官に拘束されたトランプの画像を捏造し、Twitterに投稿した。この衝撃的な画像は、すぐに「ドナルド・トランプ元大統領が逮捕され、刑務所に護送された」といったメッセージとともに、Facebookなどのソーシャルメディアで拡散された。
この事件について、米上院情報委員会の委員長であるマーク・R・ワーナーは「立法者は、合成された画像が偽情報の拡散や、混乱や不和を起こすために悪用される可能性について何年も前から警告してきた」と述べた上で、「製品が合理的に予見できる被害を直接的に可能にするのであれば、潜在的な責任を問われる可能性がある」と人工知能の危険性に対する企業の義務に言及した。
ディープフェイクは社会的な影響や著作権の問題があるため、画像編集ソフトを販売するアドビなどが対策を進めている。

## 作品の販売
2018年にニューヨークのクリスティーズで人工知能アートの作品のオークションが開かれ、『エドモン・ド・ベラミ』が432,500ドルで落札された。これは当初に見積もられていた7,000 - 10,000ドルのほぼ45倍にのぼる。この作品はパリのアーティストグループ Obvious が制作した。
2022年のコロラドステートフェアに出品された画像生成AIのMidjourneyで生成した作品『スペース・オペラ・シアター』は、同美術コンテストの最優秀賞を受賞し、展示用に印刷した作品は750ドルで売却された。2022年9月には｢Midjourney」と「Stable Diffusion」を使い、イラストレーターの852話（ハコニワ）がリファインしたイラスト集『Artificial Images　Midjourney / Stable DiffusionによるAIアートコレクション』がインプレスR＆Dから発売される。AI生成絵画だけでつくったイラスト集は日本初とされる。
2022年10月にすべてのイラストが画像生成AIによって描かれた交流用のカードゲーム『THE MIRROR（ザ・ミラー）』が発売される。画像生成AIだけでつくられたカードゲームは日本初の事例とされる。
2023年5月には、集英社からAI画像生成された人物のグラビア写真集が発売された。
2025年OPEN AI 4oが発表され、ジブリ風写真が世界的に流行した。

## 人工知能アートへの対応

### 改変対策
AIの学習に利用されることを望まないアーティストの自衛手段として、学習を妨害する手法が考案されている。シカゴ大学のベン・ジャオ教授の研究チームではインターネットに画像をアップロードする際に人間の目では識別できないが機械学習の妨げになる加工を施すことで、作風をテキストで指定しても意図した結果が得られない手法を研究しており、2023年3月16日に『Glaze』と命名したツールを無償で公開した。
ディープフェイク対策として、AIが生成した画像を判定するAIの開発が行われている。国立情報学研究所の越前功教授は、写真から人物の顔だけなど特定部分を入れ替える「フェイススワップ」対策として、画像にあらかじめ目に見えない処理を施し、改変されても復元を可能とする「サイバーワクチン」の研究を行っている。アドビは画像にトレーサビリティの概念を取り入れ、編集の来歴を保存することでAIの生成した画像の有無を証明できるようにする取り組みを進めるため「コンテンツ認証イニシアチブ（CAI）」を主導している。ニコンはCAIに賛同し、カメラに来歴を導入することを検討している。

### 画像投稿サイト
pixivは「pixivではこの先、創作過程におけるAI技術の利用がより普及していくと捉えており、AIが関与した成果物の完全な排斥は考えていない」とAI生成作品の投稿自体は認めており、2022年10月には「事前にAI生成作品と設定する機能」「AI生成作品のみのランキングの提供」「検索時におけるAI生成作品をフィルタリングする機能」を実装した。2023年5月には、サービス共通利用規約・ガイドライン類改定の事前のお知らせを告知し、作品制作過程に関わらず、「運営者、他のユーザー、その他の第三者になりすます行為、またはそのように誤認されるおそれがあると当社が判断する行為」「特定のクリエイターの画風・作風を模倣した作品発表を、反復・継続して行うことで、当該のクリエイターの利益を不当に害すると当社が判断する行為」「特定のクリエイターの画風・作風を模倣した作品発表を幇助するツール等を配布・販売することで、当該のクリエイターの利益を不当に害すると当社が判断する行為」は利用を制限する予定と述べた。
同社が運営するパトロンサイト、pixivFANBOXでは、2023年5月に「生成AI技術により短期間で大量に作成されたコンテンツを販売することのみを目的に利用されることが多く、今後もその傾向はより強まっていくと感じており、それは本来私たちが目指していたサービスの姿とは異なる」といった理由で、AI生成作品の投稿を（完全な無償でも）全面的に禁止とし、AI生成作品を用いた投稿への警告や非公開化、アカウントの停止を行う意向を示した。
pixivFANBOXに続き、とらのあなが運営する Fantia、株式会社エイシスが運営するDLsite、Ci-enといった一連のパトロンサイトに関しても、「対策やガイドライン・ポリシーの整備が追い付いていないこと」「既存のクリエイター(イラストレーター)への影響を考慮するため」を理由とし、AI作品の取り扱いを全面的に禁止ないし一時停止などの措置にした。
TINAMIは「AIイラストを編集せずにそのまま作品にしたもの」と「AIイラストを僅かな編集のみをして作品にしたもの」「画像生成AIの利用を記述していないもの」の投稿を禁止にした。
ART streetでは、「AI生成作品の投稿は投稿禁止にしない」とする一方で、ランキングやコンテストに関しては考慮の対象にし、また、AI生成作品が増加した場合に備えて、AI生成作品の除外オプションを用意するなどの対応を検討中としている。

## 商用利用
- ファッション業界紙「WWDJAPAN」2023年6月19日号の表紙用画像をアーティストの草野絵美が自らの顔を学習して生成し表紙を作成した。日本では初となるファッションメディアのAIを使った表紙となった[61]。
- 2023年10月、伊藤園がお〜いお茶のCMにAIタレントを起用した[62]。
- スクウェア・エニックスは2024年2月発売のFOAMSTARSのゲーム内アイコンに人気生成ツールMidjourneyを使用していることを明らかにした。またスクウェア・エニックスは以前から、ファイナルファンタジーVII リメイクのアニメーションやカメラアングルにAIを活用している[63]。